# Indriði Einarsson
Indriði Einarsson, född 29 april 1851 i Skagafjörður, död 1939, var en isländsk dramatiker. 
Indriði, som till yrket bankrevisor, skrev skådespel, vilka på sin tid räknades till det bästa, som åstadkommits på Island i den vägen. Högst skattades Nýjársnóttin (Nyårsnatten), där den isländska folktrons alver spelar en stor roll. Även Hellismennirnir (Grottmännen), som handlar om folksagans fredlösa rövare i obygden, uppfördes många gånger och vann popularitet.
I ett telegram till målaren Sigurður Guðmundsson lade Indriði Einarsson 1873 fram idén om uppförandet av Islands nationalteater. Han presenterade formellt sina idéer i tidningen Skírni år 1905. Nationalteatern började byggas 1929, men invigdes inte förrän 1950, efter Einarssons död.